# پوتی (گرجستان)
پوتی (به لاتین: Puti) یک منطقهٔ مسکونی در گرجستان است که در ایمرتی واقع شده‌است. پوتی ۱٬۵۶۴ نفر جمعیت دارد و ۳۲۰ متر بالاتر از سطح دریا واقع شده‌است.